# Утифудзумэ

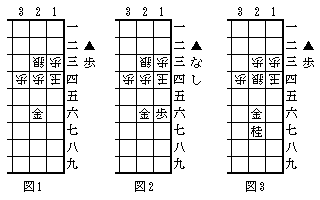
Утифудзумэ: поясняющие примеры.

Правило утифудзумэ (яп. 打ち歩詰め «мат сбросом пешки») — правило сёги, запрещающее сбрасывать пешку, если этот сброс является матом королю противника. Нарушение данного правила является кинтэ.

## Поясняющие примеры
- На диаграмме 1 ход P'15 запрещён, так как это утифудзумэ.
- На диаграмме 2 ход P-15 разрешён, так как этот ход не является сбросом.
- На диаграмме 3 ход P'15 разрешён, так как он не является матом: белые могут ответить Sx15, после чего получат вполне законный мат ходом Gx15.

## Преодоление утифудзуме

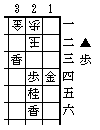
Преодоление утифудзумэ.

Существует пословица сёги, гласящая: «Где есть утифудзумэ, найдётся и цумэ». Срабатывает она не всегда, но зачастую правило утифудзумэ действительно можно обойти. Иногда это можно сделать удивительным образом, делая ход без переворота там, где переворот опционально возможен.
Пример (см.рис.): ход чёрных. Если они сыграют 1.P23+ (или 1.G23), то белые ответят 2.K11, и цумэ будет не поставить, так как ход 3.P'12 будет утифудзумэ. Однако это правило можно преодолеть, сыграв 1.P23=: после 2.K11 ход 3.P'12 будет разрешён, ибо белые смогут ответить 4.Kx12, и далее 5.N13+ K11 P22+ Px +Nx Gx Lx+ Kx G'23 K11 P'12 K21 L32+ — цумэ в 17 ходов!
Титульные матчи:
- В ходе послеигрового разбора 1-й партии 62-го матча Осё Сато—Ватанабэ (13-14 января 2013 г.) был найден удивительный  выигрышный вариант за чёрных, в котором утифудзумэ используется как защита от мата королю. Требовалось сделать ход слоном в зону превращения без переворота, оставляя голову короля уязвимой для мата сбросом пешки. У белых не было в руке других фигур, кроме пешек, поэтому из-за правила утифудзумэ мат чёрным в этом случае не грозил. Увидев этот ход, обладатель титула Сато даже сказал: «я не верю, что такой ход существует!»[1].

## История
Точное время возникновения правила утифудзумэ неизвестно. В 1602 году Охаси Сокэй 1-й использовал его в своём сборнике задач『象戯造物』, поэтому можно лишь утверждать, что данное правило возникло не позднее этого времени.